# 安德鲁·博龙
安德鲁·克雷格·博龙（英語：Andrew Craig Ballen，1973年4月27日—），中文名大龙，是一名美国籍的电视制作人，A&R经理人，企业家，电视名人，AVD 媒体集团 创始人及总裁。AVD总部位于中国上海，致力于智能数字视频解决方案。
他的外国面孔经常出现在中国各大电视上，又被人们称为大龙。大龙由于主持全国性双语旅游节目《Getaway》而广为人知。他是互动技术公司AVD媒体集团的总裁及创始人 ，也被归功为推动了嘻哈文化和俱乐部文化进入中国。

## 早期生活和教育背景
大龙出生于纽约，在北卡罗来纳州 格林斯伯勒长大，父母分别是伯利兹人和牙买加人。大龙14岁时离开家乡，去往弗吉尼亚州的哈格瑞夫军事学校学习。在 哈格瑞夫军事学校的最后一年, 大龙获得 “营长”军衔，这也是学员的最高军衔，成为该校历史上首位获得此军衔的黑人。在 北卡罗莱纳大学教堂山分校，大龙主修政治和国际关系。 随后，他进入北卡罗来纳州达勒姆市的杜克大学法学院学习，但因不满法学教育的种种约束，两年后自行退学。

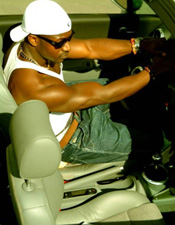
Andrew Ballen, September 2011

## 早期职业生涯
2001年8月，大龙来到中国。
起初，大龙一句中文也不会说。他找到的第一份工作是在华尔街英语做英文老师。他多次受邀参加上海文广集团的综艺节目，并成为谈话节目 “今日上海”的长期嘉宾。
大龙和朋友亚当·威而奇斯经常出入于上海的夜店，但发现中国很少有嘻哈风格的夜店和俱乐部。于是他们在知名夜店Pegasus创办了“嘻哈周四”主题派对， 目标人群为年轻的国际留学生。大龙和Pegasus还参与了纪录片 上海夜未眠的录制.。派对取得了巨大成功，大龙将en:Ice-T，美籍亚裔 嘻哈天团Far East Movement以及 欧阳靖等首次引进中国。“嘻哈周四”也因此成为了上海及北京夜店的风尚标。这一独特的娱乐业的成功模式被收录于達倫·J·柏金斯的著作《Business is War: The Unfinished Business of Black America》。
大龙也是邀请华人巨星王力宏在夜店表演的首位A&R经理人。欧阳靖和王力宏同台演出，为王力宏新专辑《盖世英雄》做宣传。

2002年, 引用上海日报记者Michelle Zhang的话：
被他柔滑圆润的嗓音和完美的发音所折服，一位华尔街英语的学生将他推荐给当地广播节目《今日上海》
这个节目既没有赞助商也没有广告商– 他之后主持的电视节目《车游天下》也是同样状况。为了填补这一缺口，大龙成立了自己的公司 (博龙文化传播有限公司, 即后来的AVD媒体集团)，锁定针对中国年轻市场和白领阶层的品牌为目标赞助商。

### 《车游天下》电视节目
2003年-2007年，大龙主持全国性双语旅游节目《车行天下》。在该节目中，他驾车游历中国，与各地居民进行交流，体验当地文化和美食，节目长达几百集。《车游天下》曾在东方卫视和生活时尚频道播出，随后在中国中央电视台英语新闻频道全国范围播放，目前在ICS播出。
大龙清晰而略带沙哑的低沉嗓音备受各大品牌的青睐，中国交通银行、麦当劳、摩托罗拉和东芝都曾用过他的声音。
同时，大龙也是中国首档全国性西方流行音乐电台节目《I-music》的主持人和联合制作人。

### 2008北京奥运会
2008年，中国举办北京2008年夏季奥林匹克运动会，大龙负责牙买加媒体、项目制作及公关活动，包括牙买加田径“飞人”尤塞恩·博尔特相关的活动事宜。在北京奥运会期间，他的公司及合作伙伴主持了唯一获国际奥林匹克委员会许可的演唱会，出席的名流包括保罗·努提尼和巴布·馬利的儿子朱利安·马利。

### REMIX

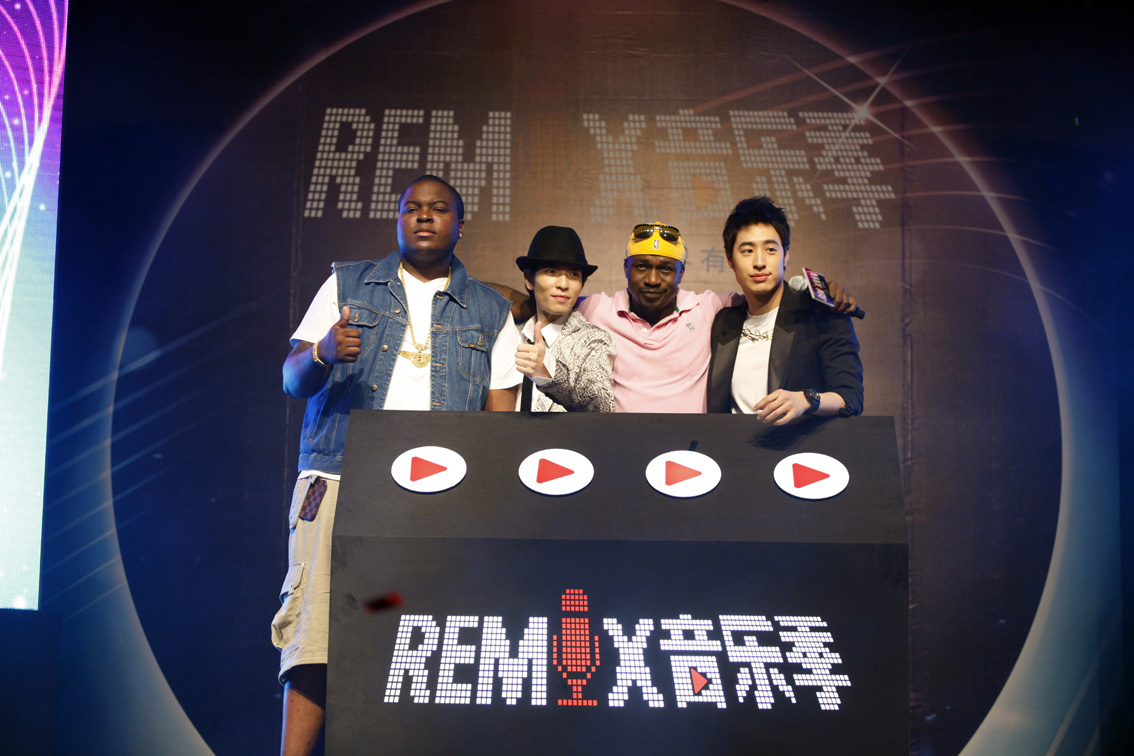
《REMIX》2011年媒体启动仪式，从左：尚恩·金斯顿、萧敬腾、安德鲁·博龙、潘玮柏

2011年，大龙的公司推出中国首档双语真人秀节目《REMIX》。这是一档针对中国年轻音乐爱好者的选秀节目，通过在线微视频进行海选，胜出者可挑战中外明星，重新演绎中外金曲。《REMIX》在中国及亚洲地区的电视和网络平台播出。

## 事业
大龙相信，交互数字内容将提升观众的兴趣和互动参与，同时客户可了解观众行为并从中创造收益。秉着这样的理念，大龙于2011年成立了 AVD 媒体集团。 （页面存档备份，存于）曾为 Nike中国“把球给我”全国性营销活动提供互动技术支持。

## 荣誉和奖项
2015年4月23日上海，大龙荣登Campaign Asia 2015中国区Digital A-List榜单。该榜单旨在表彰在中国蓬勃发展的数字化新媒体环境中，引领变革风潮并带来颠覆性变化的企业家。从顶级品牌到媒体机构的获奖企业家们聚集在会场，讨论中国数字营销行业的最新发展趋势。阿里巴巴创始人马云先生也同样获得今年的A-List奖项。其中大龙荣获的“Digital Entrepreneur”奖项，力求选拔位居行业领头羊地位、其新创公司崭露头角且尚待发展壮大的创业者。2014年大龙作为百人会Committee of 100的主持人，参加了第五届中美合作峰会，并作为演讲人之一发表他对于中美文化及经济合作的简介。同出席峰会的有原中国人民银行行长周小川。

## 其他
2011年，美国公共电视网和泰维斯·斯密利邀请大龙参加为期一周的“中国周”节目的拍摄。采访过程中，大龙说道“中国及其管理制度已经更好地诠释了社会公义。”

## 注脚
1. 1 2 3 4 5 6 7  . Andrew Ballen接受泰维斯·斯密利在美国公共广播公司的采访 2011年7月13日. （原始内容存档于2016年9月17日）.
2. 1 2 3 4  . Andrew Ballen在IT时报上的采访 2013年7月1日.   [2013年7月1日]. （原始内容存档于2013年8月19日）.
3. 1 2 3 4 5 6 7 8 9  . 上海日报. 2009年3月9日  [2011年10月19日]. （原始内容存档于2011年11月17日）.
4. 1 2  en:Hargrave Military Academy，哈格瑞夫军事学校维基百科.
5. ↑  Tallent, Mary. . 哈格瑞夫军事学校. 2004  [2013-08-13]. （原始内容存档于2014-10-19）. Andrew Ballen of Greensboro, North Carolina, became the first African-American to serve as Corps commander at Hargrave Military Academy.
6. ↑  . 上海日报 2009年3月9日. （原始内容存档于2016年5月6日）.
7. 1 2 3  . G. Pascal Zachary. （原始内容存档于2018年4月23日）.
8. 1 2 3  . （原始内容存档于2018-04-23）.
9. 1 2  . Jamaicaobserver.com采访. （原始内容存档于2016年6月30日）.
10. ↑  . Ask Men. （原始内容存档于2016-05-08）.
11. ↑  . Eastday.com. （原始内容存档于2016-03-04）.
12. ↑  . IMDB. 2006.
13. ↑  en:No Sleep Til Shanghai，上海夜未眠.
14. ↑  . Smartshanghai.com 2008年3月8日. （原始内容存档于2013年8月7日）.
15. ↑  . Flyfm.com.my. （原始内容存档于2013-08-07）.
16. ↑  . Uphai.cn文章. MC Jin在上海. （原始内容存档于2016-03-05）.
17. ↑  . Variety.com by Harvey, Dennis. （原始内容存档于2012年11月9日）.
18. ↑  . 上海日报.   [2006年2月18日]. （原始内容存档于2016年3月4日）.
19. ↑  . The Book Business is War is written by Darren J. Perkins.
20. ↑  . 原文章出自于搜狐，2006-02-13.   [2013-08-13]. （原始内容存档于2016-05-06）.
21. ↑  . 2012年2月6日. （原始内容存档于2012年3月28日）.
22. ↑  . 中国日报.   [2008年11月3日]. （原始内容存档于2016年3月5日）.
23. 1 2  . （原始内容存档于2017-01-16）.
24. 1 2 3  . 中国网. 2011年5月19日  [2013年8月13日]. （原始内容存档于2017年12月22日）.
25. ↑  . Campaign Asia.   [2015-04-28]. （原始内容存档于2020-08-12）.
26. ↑  . Campaign Asia.   [2015-04-28]. （原始内容存档于2016-03-04）.
27. ↑  . Committee of 100. 2014-10-31  [2016-09-15]. （原始内容存档于2011-01-22）.
28. ↑  . Facebook.com. 2011年6月2日.
29. ↑  . 美国公共电视网. （原始内容存档于2016-09-17）.